# Європейська агенція авіаційної безпеки
Європейська агенція авіаційної безпеки (англ. European Aviation Safety Agency (EASA)) — агентство Європейського Союзу (ЄС) із регуляторними та виконавчими задачами у сфері цивільної авіаційної безпеки. Розташована організація у Кельні, Німеччина, EASA була створена 15 липня 2002 року[прояснити] і набула повної функціональності у 2008 році, перебравши функції Об'єднаного управління цивільної авіації (JAA). Країни Європейської асоціації вільної торгівлі (EFTA) отримали доступ до участі у цій організації.
Відповідальність EASA включає аналіз та дослідження операторів безпеки, видавання дозволів іноземним операторам, надання порад для редакції законодавства ЄС, імплементація та моніторинг правил безпеки (включаючи дослідження у країнах-членах), надання типової сертифікації літальним апаратам та компонентам, а також затвердження організацій, що залучені у дизайн, виробництво та підтримку продуктів аеронавтики.
У якості частини Єдиного європейського неба II агенція отримала додаткові задачі. Вони були запроваджені перед 2013 роком. Окрім інших речей, EASA наразі[коли?] отримає можливість сертифікувати Функціональні блоки повітряного простору за умови залучення більше трьох учасників.